# Фростпруф (Флорида)
Фростпруф (англ. Frostproof) — місто (англ. city) в США, в окрузі Полк штату Флорида. Населення — 2877 осіб (2020).

## Географія
Фростпруф розташований за координатами 27°45′0″ пн. ш. 81°31′28″ зх. д. / 27.75000° пн. ш. 81.52444° зх. д. (27.750033, -81.524362).  За даними Бюро перепису населення США в 2010 році місто мало площу 49,75 км², з яких 27,61 км² — суходіл та 22,14 км² — водойми.

## Демографія
Згідно з переписом 2010 року, у місті мешкали 2992 особи в 1198 домогосподарствах у складі 787 родин. Густота населення становила 60 осіб/км².  Було 1570 помешкань (32/км²).
Расовий склад населення:
| - 84,7 % — білих - 5,1 % — чорних або афроамериканців - 0,6 % — корінних американців - 0,2 % — азіатів - 7,3 % — осіб інших рас |

До двох чи більше рас належало 2,0 %. Частка іспаномовних становила 20,2 % від усіх жителів.
За віковим діапазоном населення розподілялося таким чином: 22,0 % — особи молодші 18 років, 56,7 % — особи у віці 18—64 років, 21,3 % — особи у віці 65 років та старші. Медіана віку мешканця становила 42,8 року. На 100 осіб жіночої статі у місті припадало 106,6 чоловіків;  на 100 жінок у віці від 18 років та старших — 103,6 чоловіків також старших 18 років.
Середній дохід на одне домашнє господарство  становив 48 627 доларів США (медіана — 40 260), а середній дохід на одну сім'ю — 56 070 доларів (медіана — 44 342). Медіана доходів становила 40 346 доларів для чоловіків та 36 625 доларів для жінок. За межею бідності перебувало 21,5 % осіб, у тому числі 38,7 % дітей у віці до 18 років та 5,0 % осіб у віці 65 років та старших.
Цивільне працевлаштоване населення становило 964 особи. Основні галузі зайнятості: освіта, охорона здоров'я та соціальна допомога — 23,4 %, роздрібна торгівля — 14,1 %, виробництво — 11,1 %, сільське господарство, лісництво, риболовля — 10,8 %.